# Christianella surinamensis
Christianella surinamensis là một loài thực vật có hoa trong họ Malpighiaceae. Loài này được (Kosterm.) W.R.Anderson mô tả khoa học đầu tiên năm 2006.